# Antoine Justin Meilhodon
Antoine Justin Meilhodon est un homme politique français né le 14 janvier 1827 à Thiviers, dans le département de la Dordogne) et décédé le 2 août 1900 à Sorges dans le même département.

## Biographie
Antoine Meilhodon naît le 14 janvier 1827 à Thiviers,, dans le département de la Dordogne de Pierre Meilhodon et de Marie Versaveaud.
Agriculteur, il se marie en 1849 à Sorges avec Catherine Daniel.
Il est maire de Sorges de 1875 à 1878 et de 1884 à 1900, puis conseiller général du canton de Savignac-les-Églises de 1878 à 1892. Il est élu député sous l'étiquette boulangiste le 22 septembre 1889. L'élection étant invalidée en 1890, il est battu à l'élection partielle qui suit.
Il meurt à Sorges le 2 août 1900.